# Jean II de Melun (comte de Tancarville)
Pour les articles homonymes, voir Melun (homonymie).
Ne pas confondre avec Jean II de Melun (vers 1431-1513), seigneur d'Épinoy
Jean II de Melun, vicomte de Melun, comte de Tancarville, (v. 1325-1382), était un noble français influent sous les règnes de Jean II le Bon et de Charles V le Sage. Il est également connu pour avoir été maître des eaux et forêts de France, charge qui lui fut retirée par décision de justice pour cause d'abus de pouvoir.

## Biographie

### Famille
Fils de Jean Ier de Melun (v. 1290-1350) et de Isabeau d'Antoing (1310-06/12/1354), Jean de Melun-Tancarville épousa en 1334 Jeanne Crespin (v. 1295-† av. 1327), de laquelle il eut trois enfants :
- Jean III de Melun, comte de Tancarville, vicomte de Melun, seigneur de Montreuil-Bellay, grand chambellan de France (1382). Fils aîné sans postérité, il laisse pour héritier son frère.
- Guillaume IV de Melun, comte de Tancarville, 1er Chambellan du roi, Grand bouteiller de France, Grand Maitre des Eaux-et-Forêts, diplomate en Angleterre & a Gênes, seigneur du Trait, mort à Azincourt en 1415.
- Marguerite de Melun, comtesse douairière de Joigny, épouse en 2nde noces en 1365 Robert de Fiennes, connétable.

### Influence sousJeanIIetCharlesV
Il prend part à la conquête de la Prusse par les Chevaliers Teutoniques et combat les Maures en Espagne.
Au début de la guerre de Cent Ans il combat les Anglais dans l'Angoumois et la Normandie et est fait prisonnier à Caen lors de la chevauchée d'Édouard III en 1346. Après sa libération, contre une rançon d'environ 100 000 moutons d'or, il est nommé par le roi Philippe VI de Valois grand chambellan et grand maître de France.
Il porte aussi le titre de chambellan de Normandie, une fonction héréditaire devenue vide de tout contenu mais enviée par ses rivaux de la Maison d'Harcourt.
Très influent sous Jean II le Bon, Melun-Tancarville négocie le mariage du fils cadet du roi, Philippe (plus tard duc de Bourgogne), avec l'héritière de Flandre, est capturé à la bataille de Poitiers (1356) et recouvre la liberté en 1358.
Il contient par sa présence à Paris le parti d'Étienne Marcel et de Charles le Mauvais et joue un grand rôle dans la conclusion de la paix de Brétigny (1360). En 1361, le Dauphin l'envoie assurer la mainmise de la couronne de France sur le duché de Bourgogne après la mort de Philippe de Rouvre. L'année suivante il est envoyé dans le sud afin d'anéantir les grandes compagnies. Sous ses ordres, les troupes royales se concentrent à Autun, le 6 mars 1362, et commencent à refouler les Tards-Venus vers le sud. Avec une armée venue du Languedoc, ils décident de prendre dans un étau puissant les Compagnies de Seguin de Badefol, du Petit Meschin et les autres qui ravagent la région autour de Lyon. Battu à la Bataille de Brignais, le 6 avril 1362, il est fait prisonnier pour la troisième fois.
Il conserve son crédit sous Charles V et occupe les postes de gouverneur de Champagne, de Bourgogne et de Languedoc.

### Une famille puissante et embarrassante
Charles V ne parvient à débarrasser le Conseil du Roi de la maison de Melun qu'en 1375. Le problème était que ces nobles trop puissants abusaient de leur pouvoir aux portes mêmes de Paris.
Les habitants de Sens, utilisant les recours judiciaires en usage à l'époque, portent plainte devant le Parlement de Paris contre des abus de pouvoir de la part de Jean de Melun qui a récupéré la charge de maître des Eaux et Forêts. Les communautés villageoises bénéficiaient depuis des temps immémoriaux du droit d'usage de ses bois (pâture, ramassage des branches mortes, charbon de bois, glanée...). Or les gardes forestiers, protégés par des commissions royales délivrées par l'archevêque Guillaume II de Melun, les saisissent, les mettent aux fers et les soumettent à rançon! L'arrêt de la Cour de Justice royale tombe le 31 août 1375 : les droits d'usage sont restitués aux communautés, la justice temporelle de l'archevêché est confisquée par le roi et Jean de Melun se voit retirer sa charge de maître des Eaux et Forêts.
Les Melun sont alors écartés du pouvoir. On entendra encore une fois parler d'eux sous le règne de Louis XI, au début duquel Charles de Melun, capitaine de la garnison de Paris, se verra limogé par le roi pour ne pas être intervenu à temps pendant la bataille de Montlhéry (1465).

## Héraldique
| Blason | Blasonnement : Écartelé : aux I et IV, d'azur, à sept besants d'or, 3, 3 et 1 et au chef du même (Melun) ; aux II et III, de gueules, à un écusson d'argent en abîme, accompagné de huit angennes d'or, rangées en orle (Tancarville). |

## Sources
Cet article comprend des extraits du Dictionnaire Bouillet. Il est possible de supprimer cette indication, si le texte reflète le savoir actuel sur ce thème, si les sources sont citées, s'il satisfait aux exigences linguistiques actuelles et s'il ne contient pas de propos qui vont à l'encontre des règles de neutralité de Wikipédia.
- Jean Favier, La Guerre de Cent Ans, Fayard, 1980.  (ISBN 2213008981)